# Avenida Sumaré
A Avenida Sumaré é uma importante avenida da zona oeste de São Paulo. Corta o distrito de Perdizes, estendendo-se sobre o Córrego Sumaré, canalizado em direção à Avenida Antártica. Embaixo do viaduto da Avenida Doutor Arnaldo e sobre a Avenida Paulo VI (continuação da Avenida Sumaré), foi construída a Estação Santuário Nossa Senhora de Fátima-Sumaré.
Pela avenida, é possível acessar diversos pontos referenciais da região, como a Sociedade Esportiva Palmeiras, o Allianz Parque, as escolas de samba Tom Maior e Camisa Verde e Branco, a universidade PUC-SP, o Parque da Água Branca, o Terminal Rodoviário Barra Funda, os estúdios da MTV, Record e ESPN Brasil, o Museu das Invenções e os shopping centers West Plaza e Bourbon.
É considerada uma avenida radial pela prefeitura, por cortar em forma longitudinal um bairro e construída num fundo de vale de um córrego canalizado na década de 1960.
A Avenida Sumaré é uma das propriedades da versão brasileira do jogo Monopoly, onde pode ser comprada por $60.
Ela também irá abrigar a Estação Perdizes da futura Linha 6-Laranja do Metrô de São Paulo, que encontra-se atualmente em construção.

## História
A construção da avenida já era prevista desde um projeto elaborado pelo prefeito Prestes Maia, em 1944, mas a ideia foi deixada em segundo plano pelas administrações posteriores. Ao assumir novamente a Prefeitura, em 1961, Prestes Maia voltou a dar atenção ao projeto e deu início às obras de canalização de 3,4 mil metros do Córrego Sumaré. Com a conclusão dessa obra, em 1965 foi dado início à pavimentação na nova via, com pistas de dez metros de largura cada e um canteiro central com dez ou catorze metros de largura, dependendo do trecho.

### Faixas exclusivas
A partir do segundo semestre de 2006, a avenida foi utilizada para o projeto piloto de uma faixa exclusiva para motocicletas. Para isso, suas três faixas foram estreitadas e a velocidade máxima na via caiu para 60 km/h. O projeto foi considerado polêmico, pois ao mesmo tempo em que garantia maior segurança aos motociclistas, diminuiria a fluidez do trânsito na região. Além disso, o fato de a faixa de motos não poder ser utilizada por automóveis, mas as faixas de automóveis poderem ser utilizadas livremente pelas motocicletas foi alvo de protestos e ação por parte da população local. Em resposta, a Prefeitura desativou provisoriamente as pistas exclusivas das motos.
Em novembro de 2013, as faixas para veículos de passeio foram novamente alargadas, e a avenida integrou-se ao padrão da metrópole paulistana, recebendo uma faixa exclusiva para o transporte público. Além de facilitar a circulação urbana pela região oeste da cidade, permite uma boa integração entre bairros como Pinheiros, Água Branca e Lapa, sem, contudo, realizar uma verdadeira integração com a estação de metrô, que se encontra sob o viaduto da Avenida Doutor Arnaldo, ambos sobre a Avenida Paulo VI.
Atualmente, a circulação urbana local é feita por calçadas largas, situadas nas margens externas da avenida (sobre as quais motoristas frequentemente estacionam irregularmente seus veículos), calçadas estreitas beirando o canteiro central, faixa exclusiva de ônibus na faixa da direita, duas faixas de veículos de passeio e uma antiga ciclofaixa no canteiro central, que atualmente tem efetivo uso misto para corrida, ciclismo e afins. A velocidade máxima permitida na avenida varia entre 40 e 50 km/h.
Em 2023, a avenida voltou a ganhar uma faixa exclusiva para motos, denominada de "Faixa Azul".